# Judgan
Judgan, auch Judgan von Hamadan (persisch یهودا همدانی Yehudā-ye Hamadānī, hebräisch יהודה ההמדי Jehuda Ha-Hamadi, der Name ist abgeleitet von Jehuda) war ein jüdischer Prediger, der sich im 7. Jahrhundert n. Chr. in Persien als Prophet und Messias ausgab. Von seinen Anhängern wurde er Alroy (Hirt) genannt. Seine Anhänger werden „Judganiten“ genannt.

## Wirken
Judgan von Hamadan war ein Schüler von Abu Isa al-Isfahani. Kurz nach der Niederlage und dem Tod von Abu Isa sowie vieler seiner Anhängern (den Isawiten) bei Rayy zu Beginn des 8. Jahrhunderts n. Chr. fasste Judgan den Plan, aus den verstreuten Anhängern seines Meisters eine neue Sekte zu gründen. Jugdan verbot das Trinken von Wein und das Essen von Fleisch. Er empfahl seinen Anhängern intensives Beten und häufiges Fasten. Nach seiner Auffassung waren der Schabbat und die Feste für die Juden nicht verpflichtend, da diese nur in Erez Israel zur Zeit des Tempels Geltung gehabt hätten. Seine Anhänger, die Judganiten genannt wurden, gingen später im Karäertum auf.
Beeinflusst von den Lehren des Sufismus, der sich damals unter den persischen Muslimen zu verbreiten begann, legte Judgan die wörtliche Bedeutung der Worte der Tora zugunsten einer mystischen oder spirituellen Interpretation beiseite. Wie die Sufis lehrte er, dass alle religiösen Überzeugungen, wie etwa jene, die sich auf das Paradies, die Hölle usw. beziehen, Allegorien seien; andererseits widersetzte er sich jedoch der sufischen Lehre der Prädestination und erklärte, dass der Mensch einen freien Willen besitze und daher für seine Handlungen verantwortlich sei. Er behauptete, wahrscheinlich unter dem Einfluss der Muʿtazila, dass Gott nicht mit materiellen Eigenschaften, also anthropomorph, dargestellt werden könne.
Judgan behielt die isawitischen Verbote von Wein und Tiernahrung bei und wahrscheinlich auch die Einführung von sieben täglichen Gebeten anstelle der drei des rabbinischen Judentums. Er legte mehr Wert auf Beten und Fasten als auf die Einhaltung der zeremoniellen Gesetze. Er vertrat die Ansicht, dass die Gesetze über den Schabbat und die Feiertage in der Diaspora nicht bindend waren, sondern lediglich zur Erinnerung eingehalten wurden.